# Juozas Zikaras
Juozas Zikaras (18 de noviembre de 1881-10 de noviembre de 1944) fue un escultor y artista lituano que creó las monedas de la preguerra. Es considerado el primer escultor profesional de Lituania.

## Biografía
Nació el 18 de noviembre de 1881 en el pueblo de Paliūkai cerca de Panevėžys en Lituania (entonces parte del Imperio Ruso). Entre 1904 y 1906 estudió Bellas Artes en las Escuela de dibujo Lev Trutnev en Vilna, también asistió a las clases impartidas por Józef Montwiłł. Sorprendiendo a muchos de sus compañeros, Zikaras fue a San Petersburgo en 1907 para continuar sus estudios en la Sociedad para el Fomento de las Bellas Artes. En 1910, después de tres años en San Petersburgo, fue aceptado en la Academia de Bellas Artes, donde se graduó en 1915, después del estallido de la I Guerra Mundial. Poco antes de terminar su trabajo para el diploma, fue reclutado en el ejército ruso. Sin embargo, no fue enviado al frente y, en cambio, fue capaz de recibir un premio de plata de su alma mater el año siguiente. Se quedó en Rusia y enseñó dibujo en varias escuelas para poder vivir.
En 1918 regresó a Panevėžys, donde empezó a trabajar en la Escuela de Secundaria y en el Seminario Pedagógico. En 1929 se trasladó a Kaunas, donde lideró el estudió de escultura en la Academia de Bellas Artes. Ocupó ese puesto hasta la ocupación Soviética de Lituania en 1940. Continuó dando clases de dibujo durante la ocupación alemana y después de la segunda ocupación soviética se le propuso un puesto de profesor en la Academia. Sin embargo, el 10 de noviembre de 1944 se suicidó. 
El y su mujer Anelė tuvieron cuatro hijos, tres niños y una niña. Los hijos emigraron a los países occidentales después de la II Guerra Mundial. Uno de ellos, Teisutis, se convirtió en un aclamado escultor en Melbourne, Australia. La hija, Alytė, se quedó en Lituania y continuó viviendo en casa de su familia en Kaunas. Gracias a sus esfuerzos muchos de los trabajos de Zikaras sobrevivieron a la ocupación soviética. En 1959 estableció una pequeña sala de exhibiciones en el taller de su padre. Siguiendo sus deseos, toda la casa familiar se convirtió en museo en el 2000. Se le dedicó otro museo en la casa donde Zikaras pasó su juventud en 1972.

## Obra

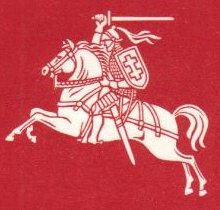
Diseño del Vytis, el escudo de Lituania.

Podría decirse que su obra más conocida es la Estatua de la Libertad en Kaunas, construida en 1922. Era el símbolo más importante de la libertad en el período de entreguerras en Lituania y aparece en los billetes modernos de 20 litas. Otra obra importante en ese periodo fue el diseño para todas las monedas de litas. No se sabe, pero la versión Zikaras del Escudo de armas de Lituania que se utilizan en sus monedas se adoptó después de que Lituania declarase su independencia en 1990. El diseño del escudo de armas fue cambiado en 1991. Además, en 1928, Zikaras creó una escultura de knygnešys que ahora se encuentra en Alytus. Representa a un campesino con un saco lleno de libros de contrabando en la espalda, controlando cuidadosamente si hay guardias fronterizos para detenerlo. Zikaras también efectuó un gran número de bajorrelieves y bustos que representan diversos lituanos ilustres. Aunque Zikaras junto con Petras Rimša son conocidos como escultores profesionales en primer lugar, Zikaras también dejó una serie de pinturas, ilustraciones, gráficos. La mayoría de sus obras son altamente patrióticas.